# Фінал Ліги чемпіонів УЄФА 2016
Фіна́л Лі́ги чемпіо́нів УЄФА́ 2016 ро́ку — фінальний матч розіграшу Ліги чемпіонів УЄФА 2015—2016, 61-го сезону в історії Кубка європейських чемпіонів і 24-го сезону в історії Ліги чемпіонів УЄФА. Матч відбувся 28 травня 2016 року в Мілані на «Сан-Сіро». У серії післяматчевих пенальті перемогу здобув «Реал Мадрид».
Після перемоги у цьому матчі Реал отримав право зіграти із «Севільєю» у матчі за Суперкубок УЄФА 2016 і кваліфікувався у півфінал клубного чемпіонату світу 2016.

## Передмова
Це шостий фінал в якому грають два клуби, що презентують одну країну та третій іспанський.
Для мадридського «Реалу» це чотиринадцятий фінал, десять перемог (1956, 1957, 1958, 1959, 1960, 1966, 1998, 2000, 2002, 2014) та три поразки (1962, 1964, 1981).
Для «Атлетіко» це третій фінал, до цього вони двічі програвали «Баварії» (Мюнхен) у 1974 та своїм землякам з «Реалу» в 2014.
Окрім фіналу 2014 ці клуби зустрічались у півфіналі 1959, спочатку обмінялись перемогами 2:1 на користь «вершкових» на «Сантьяґо Бернабеу» та 1:0 на користь «матрацників» на «Вісенте Кальдерон». Додатковий матч у Сарагосі виявив остаточного переможця цього півфіналу мадридський «Реал» 2:1.

## Шлях до фіналу
| Команда         | І | В | Н | П | ЗМ | ПМ | РМ  | О  |
| --------------- | - | - | - | - | -- | -- | --- | -- |
| Реал Мадрид     | 6 | 5 | 1 | 0 | 19 | 3  | +16 | 16 |
| Парі Сен-Жермен | 6 | 4 | 1 | 1 | 12 | 1  | +11 | 13 |
| Шахтар          | 6 | 1 | 0 | 5 | 7  | 14 | −7  | 3  |
| Мальме          | 6 | 1 | 0 | 5 | 1  | 21 | −20 | 3  |

| Команда     | І | В | Н | П | ЗМ | ПМ | РМ | О  |
| ----------- | - | - | - | - | -- | -- | -- | -- |
| Атлетіко    | 6 | 4 | 1 | 1 | 11 | 3  | +8 | 13 |
| Бенфіка     | 6 | 3 | 1 | 2 | 10 | 8  | +2 | 10 |
| Галатасарай | 6 | 1 | 2 | 3 | 6  | 10 | −4 | 5  |
| Астана      | 6 | 0 | 4 | 2 | 5  | 11 | −6 | 4  |

## Деталі матчу
| 28 травня 2016 20:45 CEST |

| Реал Мадрид | 1 — 1 | Атлетіко     |
| ----------- | ----- | ------------ |
| Рамос 15'   |       | Карраско 79' |

| Сан-Сіро, Мілан |

|                                           |       | Пенальті                           |  |
| Васкес · Марсело · Bale · Рамос · Роналду | 5 — 3 | Грізманн · Габі · Сауль · Хуанфран |  |

| Реал Мадрид | Атлетіко Мадрид |

| ВР            | 1  | Кейлор Навас      | 47'   |     |
| ЗХ            | 15 | Даніель Карвахаль | 11'   | 52' |
| ЗХ            | 4  | Серхіо Рамос (к)  | 90+3' |     |
| ЗХ            | 3  | Пепе              | 112'  |     |
| ЗХ            | 12 | Марсело Вієйра    |       |     |
| ПЗ            | 14 | Каземіро          | 79'   |     |
| ПЗ            | 19 | Лука Модрич       |       |     |
| ПЗ            | 8  | Тоні Кроос        |       | 72' |
| НП            | 11 | Гарет Бейл        |       |     |
| НП            | 9  | Карім Бензема     |       | 77' |
| НП            | 7  | Кріштіану Роналду |       |     |
| Запасні:      |    |                   |       |     |
| ВР            | 13 | Кіко Касілья      |       |     |
| ЗХ            | 6  | Начо              |       |     |
| ЗХ            | 23 | Даніло            | 52'   | 93' |
| ПЗ            | 10 | Хамес Родрігес    |       |     |
| ПЗ            | 18 | Лукас Васкес      |       | 77' |
| ПЗ            | 22 | Іско              |       | 72' |
| НП            | 20 | Хесе Родрігес     |       |     |
| Тренер:       |    |                   |       |     |
| Зінедін Зідан |    |                   |       |     |

| ВР            | 13 | Ян Облак                |       |      |
| ЗХ            | 20 | Хуанфран                |       |      |
| ЗХ            | 15 | Стефан Савич            |       |      |
| ЗХ            | 2  | Дієго Годін             |       |      |
| ЗХ            | 3  | Філіпе Луїс Касмірскі   |       | 109' |
| ПЗ            | 17 | Сауль Ньїгес            |       |      |
| ПЗ            | 14 | Габі (к)                | 90+3' |      |
| ПЗ            | 12 | Аугусто Фернандес       |       | 46'  |
| ПЗ            | 6  | Коке                    |       | 116' |
| НП            | 7  | Антуан Грізманн         |       |      |
| НП            | 9  | Фернандо Торрес         | 61'   |      |
| Запасні:      |    |                         |       |      |
| ВР            | 1  | Мігель Анхель Мойя      |       |      |
| ЗХ            | 19 | Лукас Ернандес          |       | 109' |
| ЗХ            | 24 | Хосе Марія Хіменес      |       |      |
| ПЗ            | 5  | Тьягу Мендеш            |       |      |
| ПЗ            | 21 | Яннік Феррейра Карраско |       | 46'  |
| ПЗ            | 22 | Томас Партей            |       | 116' |
| НП            | 16 | Анхель Корреа           |       |      |
| Тренер:       |    |                         |       |      |
| Дієго Сімеоне |    |                         |       |      |

| Гравець матчу UEFA: Серхіо Рамос (Реал Мадрид) Помічники арбітра: Сімон Бек (Англія) Джейк Коллін (Англія) Четвертий арбітр: Віктор Кашшаї (Угорщина) Додаткові арбітри: Ентоні Тейлор (Англія) Андре Маррінер (Англія) Резервний: Стюарт Берт (Англія) | Регламент - 90 хвилин. - 30 хвилин додаткового часу за необхідності. - Серія пенальті за необхідності. - По сім запасних гравців. - Максимум три заміни гравців від кожної команди посеред матчу. |